# لنی دنیس
لنی دنیس (انگلیسی: Lennie Dennis؛ زادهٔ ۱۳ نوامبر ۱۹۶۴) بازیکن فوتبال اهل جامائیکا است.
از باشگاه‌هایی که در آن بازی کرده‌است می‌توان به باشگاه فوتبال ووکینگ، باشگاه فوتبال ولینگ یونایتد، باشگاه فوتبال ساتون یونایتد، باشگاه فوتبال کینگستونیان، و باشگاه فوتبال بیلریکای اشاره کرد.
وی همچنین در تیم ملی فوتبال جامائیکا بازی کرده‌است.